# 20874 Макгрегор
20874 Макгрегор (20874 MacGregor) — астероїд головного поясу, відкритий 2 листопада 2000 року.
Тіссеранів параметр щодо Юпітера — 3,263.